# Theodore Dakpogan
Theodore Dakpogan est un artiste vaudou béninois connu pour son travail influencé par la sculpture Fon du XIXe siècle.

## Son art
Dakpogan est reconnu pour ses sculptures uniques en ferraille et est un ancien forgeron. Il utilise des morceaux de fer mis au rebut pour créer des œuvres d'art en lien avec les traditions de la religion vaudou. En tant qu'artiste contemporain, il explore les contrastes entre le passé et le présent, ainsi que la dynamique entre le « Premier » et le « Tiers » monde. Son art, fabriqué à partir d’objets consuméristes mis au rebut, met en évidence les complexités actuelles de l’Afrique postcoloniale.